# Videoton Football Club 2015-2016
Questa voce raccoglie le informazioni riguardanti il Videoton Football Club nelle competizioni ufficiali della stagione 2015-2016.

## Rosa
| N. |                       | Ruolo | Calciatore      |
| -- | --------------------- | ----- | --------------- |
| 1  | Serbia (bandiera)     | P     | Filip Pajović   |
| 2  | Francia (bandiera)    | D     | Loïc Nego       |
| 3  | Brasile (bandiera)    | D     | Paulo Vinícius  |
| 5  | Ungheria (bandiera)   | D     | Tibor Heffler   |
| 6  | Ungheria (bandiera)   | D     | András Fejes    |
| 7  | Ungheria (bandiera)   | C     | Ádám Gyurcsó    |
| 8  | Ungheria (bandiera)   | C     | Zsolt Pölöskei  |
| 9  | Ungheria (bandiera)   | A     | Róbert Feczesin |
| 10 | Ungheria (bandiera)   | C     | István Kovács   |
| 14 | Ungheria (bandiera)   | A     | Gergely Rudolf  |
| 15 | Ungheria (bandiera)   | C     | Viktor Sejben   |
| 16 | Portogallo (bandiera) | C     | Filipe Oliveira |
| 17 | Ungheria (bandiera)   | C     | Máté Pátkai     |
| 18 | Ungheria (bandiera)   | D     | Ádám Lang       |

| N. |                                 | Ruolo | Calciatore          |
| -- | ------------------------------- | ----- | ------------------- |
| 19 | Macedonia del Nord (bandiera)   | A     | Mirko Ivanovski     |
| 22 | Capo Verde (bandiera)           | D     | Stopira             |
| 23 | Ungheria (bandiera)             | D     | Roland Juhász       |
| 27 | Guinea (bandiera)               | A     | Alhassane Soumah    |
| 30 | Ungheria (bandiera)             | D     | Roland Szolnoki     |
| 33 | Croazia (bandiera)              | C     | Dinko Trebotić      |
| 42 | Ungheria (bandiera)             | P     | Péter Gábor         |
| 44 | Serbia (bandiera)               | P     | Branislav Danilović |
| 46 | Ungheria (bandiera)             | C     | Ádám Simon          |
| 48 | Ungheria (bandiera)             | C     | Zsolt Haraszti      |
| 74 | Ungheria (bandiera)             | P     | Ádám Kovácsik       |
| 77 | Croazia (bandiera)              | C     | Marko Pajač         |
| 99 | Bosnia ed Erzegovina (bandiera) | C     | Asmir Suljić        |

## Risultati

### UEFA Champions League

#### Qualificazioni
| Arbitro: | Ján Valášek |

|  |           |             |
|  | Marcatori | 77’ Gyurcsó |

| Arbitro: | Nerijus Dunauskas |

|              |           |              |
| Gyurcsó 107’ | Marcatori | 78’ Williams |

| Arbitro: | Aleksandar Stavrev |

|              |           |                    |
| Vinícius 89’ | Marcatori | 56’ (aut.) Luijckx |

| Arbitro: | Kenn Hansen |

|             |           |  |
| Nikolić 82’ | Marcatori |  |

### UEFA Europa League

#### Spareggi
| Arbitro: | Oliver Drachta |

|                                     |           |  |
| Linetty 11’ Thomalla 57’ Trałka 68’ | Marcatori |  |

| Arbitro: | Stefan Johannesson |

|  |           |              |
|  | Marcatori | 57’ Kędziora |